# Arundinaria
Els bambús arundinaria o pleioblastus (segons autors) són un gènere de la família Poaceae i de la subfamília bambusoides. Antigament també s'hi classificaven les espècies del gènere pleioblastus.

## Descripció
És l'únic gènere de bambús temperats natiu d'Amèrica (encara que a les zones tropicals hom en trobi d'altres). És endèmic a l'est dels Estats Units, en una zona limitada per Ohio i Nova Jersey al nord, i Texas i Florida al sud, i en aquesta regió es fan des de les planes costaneres fins a altituds mitjanes de les muntanyes Apalatxes. Tenen extensos rizomes i els troncs són llenyosos i amb forma d'arbre, amb alçades d'entre els 50 centímetres fins als vuit metres. Produeixen llavors de tard en tard, i normalment es reprodueixen vegetativament. Un tret distintiu és un manat de fulles en forma de vano que creix en l'extrem superior de cada nou tronc. Els primers exploradors dels Estats Units descrigueren vastes extensions d'Arundinaria, que anomenaren canebrakes (Falguerar de canyes), que creixien en terres baixes properes a rius; amb el temps, però, l'agricultura i els focs forestals n'han passat molta via.
Els Arundinaria han estat el centre d'un llarg debat taxonòmic per veure quantes i quines espècies incloïa. Per alguns autors, només comprèn 3 espècies nord-americanes (A.appalachiana, A.gigantea, A.tecta), mentre que altres l'amplien a plantes no-americanes del gènere Oligostachyum, i als antics Bashania i Sarocalamus. Antigament s'hi sumaven els Fargesia i Sasa. El nom deriva de la paraula llatina arundo, que significava "canya".

## Usos
L'Arundinaria gigantea (o "river cane", canya de riu als EUA) ha estat emprada històricament pels indis americans per a fer flautes, especialment en tribus de les Planes Occidentals com els cherokees. Antigament hom les trobava des dels estats de la Costa Est fins a Oklahoma.

## Principals espècies
- Arundinaria anceps Mitford
- Arundinaria amabilis McClure
- Arundinaria appalachiana Triplett, Weakley i L.G. Clark
- Arundinaria gigantea (Walt.) Muhl.
- Arundinaria japonica Siebold et Zucc. ex Steudel
- Arundinaria pumila Mitford
- Arundinaria tecta
- Arundinaria viridistriata (Regel) Makinō ex Nakai 1912